# 東条湖ランド
東条湖ランド（とうじょうこランド）は、兵庫県加東郡東条町（現加東市）にかつて存在した遊園地である。

## 概要
東条湖ランド株式会社が1969年（昭和44年）8月9日、東条町にある東条湖畔に開設。テーマは「ウエスタン」で、マスコットはうさぎをモチーフとした「ラビタン」だった。関西有数のレジャー施設として、若者向けジェットコースターなどの絶叫マシンを次々揃え、最盛期の1992年（平成4年）には、55万人の来場者があった。
兵庫県芦屋市の芦有開発株式会社が運営していた「奥池遊園地」が1970年（昭和45年）6月1日付けで廃業したことにより、芦有開発から、小動物園の動物・ボート・水遊び器具・旧京都市電のチンチン電車2両などを買収した。
1979年に開業した「ザ・ループコースター」は、ケーブルリフトによって車両を巻き上げ、ロック解除がされると降下し後ろ向きでループを通過、反対側の坂を上昇すると今度は前向きでループを通過するという、当時世界最高・世界最速を誇った往復式コースターであった。しかし、むち打ちを訴える乗客が多発したため、開業から数か月後には、巻き上げのロック解除の高さを低くし、車両を4両から6両に増やした。
1995年（平成7年）10月28日、回転式のアトラクション「レインボー」から、当時小学1年生だった姫路市在住の少女が、安全レバーの下を通る形で座席から滑り落ち、気づいた父親が声を上げ、従業員が非常停止ボタンを押したが間に合わず、10mの高さより落下して死亡するという事故が発生した。この他同遊具では事故の2年前から児童の滑落事故が3件生じていたことが報告されている。
この事故の影響や平成不況、さらに園内の老朽化や少子化、レジャーの多様化なども相まって、晩年の入場者は全盛期の半分以下にまで落ち込んだ為、2000年（平成12年）5月28日に閉園した。閉園から約2ヶ月後の同年7月20日に東条湖おもちゃ王国として子供向けのレジャー施設にリニューアルされて開業した。おもちゃ王国へのリニューアルに伴い、東条湖ランド時代のアトラクションや施設はほとんど撤去されたが前述の「ザ・ループコースター」の駅舎・巻き上げ部分のレールの一部、観覧車をはじめとした一部のアトラクションと施設はおもちゃ王国が開業した現在も撤去されずにそのまま残されている。

## 入場者数
| 年度 | 人      |
| ---- | ------- |
| 1986 | 447,000 |
| 1987 | 595,000 |
| 1988 | 546,000 |
| 1989 | 591,000 |
| 1990 | 527,000 |
| 1991 | 580,000 |
| 1992 | 550,000 |
| 1993 | 430,000 |